# Amblyseius deleonellus
Amblyseius deleonellus är en spindeldjursart som beskrevs av Athias-Henriot 1967. Amblyseius deleonellus ingår i släktet Amblyseius och familjen Phytoseiidae. Inga underarter finns listade i Catalogue of Life.